# 東京都中央区の町名
東京都中央区の町名（とうきょうとちゅうおうくのちょうめい）では、東京都中央区に存在する、または過去に存在した町名を一覧化するとともに、明治時代初期以来の区内の町名の変遷について説明する。

## 中央区の前史と行政区画の移り変わり
東京都中央区は、昭和22年（1947年）3月15日、当時の東京都日本橋区と京橋区が合併して成立した。以下、明治時代初期から中央区成立までの行政区画の変遷について略述する。
江戸が「東京」と改称されたのは慶応4年（1868年）のことである。同年7月17日（1868年9月3日）、「江戸ヲ称シテ東京ト為スノ詔書」が発せられ、東京府が設置された（同年9月8日・1868年11月18日に明治と改元）。以後、明治22年（1889年）に東京市が発足するまでの過渡期には、東京府の行政区画はめまぐるしく変遷し、番組制、大区小区制、15区6郡制等と呼ばれる制度が相次いで実施された。
明治2年2月（1869年3月）、東京府では、町地と郷村部との境界線を定める朱引（しゅびき）が行われた。これは、皇居を中心とした市街地（江戸時代の町奉行所支配地に相当）を朱引内とし、その外側を郷村とするもので、朱引内を50の区画に分けて、50番組（50区）が設定された。これとともに、江戸時代から続いていた名主制度が廃止された。同年5月（1869年6月）、周囲の郷村部にも5つの組が設定され、これを地方5番組と称した。後に中央区となる区域は、このうち朱引内の1番組から13番組、35番組から37番組に属した。
明治4年6月（1871年7月）には朱引が見直されて、朱引内は44区、朱引外は25区（計69区）に区分された。明治4年7月（1871年8月）には廃藩置県が実施された。これにともない、同年11月（1872年1月）、従来の東京府、品川県、小菅県が廃止され、新たな東京府が設置された。同時に朱引が廃止されて、府内は6大区・97小区に分けられた（いわゆる大区小区制）。明治7年（1874年）3月、区割りは再度見直され、朱引が復活。朱引内外に11大区・103小区が設置された。後に中央区となる区域は、このうち朱引内の第1大区5 - 10小区、及び12 - 16小区に属した。
その後、郡区町村編制法の施行に伴い、大区小区制は廃止され、明治11年（1878年）11月2日、東京府下に15区6郡が置かれた。中央区の前身にあたる日本橋区と京橋区はこの時設置された。明治22年（1889年）、市制・町村制が施行され、同年5月1日、東京市が成立。日本橋区、京橋区は東京市の区となった。昭和18年（1943年）7月1日、東京府と東京市が廃止されて、新たに東京都が置かれ、上記2区を含む35区は東京都直轄の区となった。昭和22年（1947年）3月15日、前述のとおり、これら2区が合併して中央区となった。
日本橋区と京橋区は、大正12年（1923年）の関東大震災で区内の9割以上が焼け野原となる大被害を受けた。震災復興後の区画整理に伴い、昭和3年（1928年）から昭和10年（1935年）にかけて、両区の大部分の地域で町名の統合整理が実施された。
関東大震災以前の旧町名は、江戸時代以来の名称を引き継ぐものも多かったが、明治時代初期に新たに起立した町名もあった。「○○屋敷」「○○町代地」「○○寺門前」といった、旧幕府時代の伝統を引き継ぐ小規模な町は、明治2年（1869年）前後に数か町が合併されて、新たな町名を付した例が多い。また、明治5年（1872年）には武家地、寺社地など、それまで町名のなかった土地に新たに町名を付した。こうした町名設置は、おもに戸籍整備上の必要性から実施されたものである。
1928年から1935年にかけての町名整理によって、近世以来の旧町名の多くが廃止され、存続した町についても、町界は大幅に変更されている。一例として、日本橋区の本町一 - 四丁目及び本石町一 - 四丁目は、元来は江戸城に近い側を一丁目として、西から東へ一・二・三・四丁目の順に並んでいたが、町名整理後の新町域は南から北へ一・二・三・四丁目の順に並んでいる。この例では、「本町」「本石町」の町名は保持されたが、町名整理前と後とでは、同じ町名であってもその指し示す範囲が異なっている。
日本橋区と京橋区が合併して成立した中央区では、1965年から住居表示が実施され、町名町界の再編が行われた。住居表示実施に際しては、上記の震災後の町名整理によって成立した町名町界が概ね踏襲されているが、東日本橋地区では再度大幅な町名町界の変更が実施された。また、芳町、浪花町のように、震災後の町名整理では残されたが、住居表示実施によって廃止された町名もある。昭和62年（1987年）1月1日をもって区内全域の住居表示実施が完了した。

## 旧日本橋区の町名

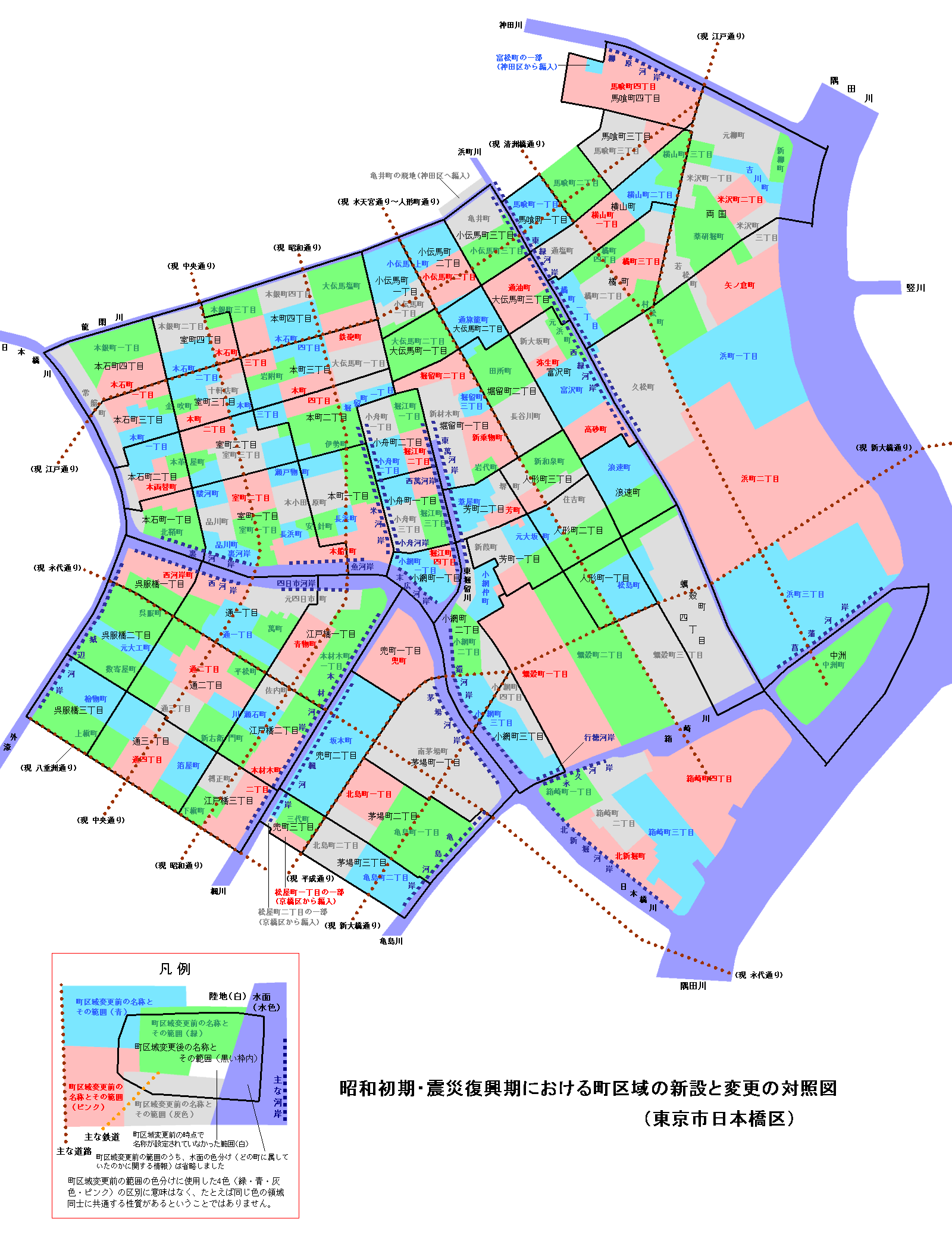
関東大震災前後の町名対照図(東京市日本橋区)

### 発足時の町名
明治11年（1878年）の日本橋区成立時の町丁数は142であった。その後明治22年（1889年）の市制町村制施行時までに成立・廃止された町名は以下のとおりである。
- 菖蒲町 - 明治初期成立、明治11年（1878年）廃止（浜町二・三丁目に編入）
- 錦町 – 明治2年（1869年）成立、明治11年廃止（元四日市町、本材木町一丁目に編入）
- 新永代町 – 明治4年（1871年）成立、明治12年（1879年）廃止
- 中洲町 - 明治19年（1886年）成立

以上の変更により、町丁数は差し引き140となった。下表にはこれら140町丁を収録している。関東大震災後の区画整理に伴い、昭和時代初期に変更された町名については下表の「震災復興後町名」の欄に記載した。

### 町名一覧
「日本橋」の冠称について
昭和22年（1947年）に日本橋区と京橋区が合併して中央区が成立した際、旧日本橋区域の町名には「日本橋」を冠称した（例:日本橋区箱崎町→中央区日本橋箱崎町）。住居表示実施後の町名にも引き続き「日本橋」を冠称している（例外は日本橋、東日本橋、八重洲）。
| 町名（1889年時点） | 成立年   | 廃止年     | 震災復興後町名                                 | 現行町名                                         | 備考                                                           |
| ------------------ | -------- | ---------- | ---------------------------------------------- | ------------------------------------------------ | -------------------------------------------------------------- |
| 本銀町一〜四丁目   | 江戸期   | 1932       | 本石町4、室町4、本町4                          | 日本橋本石町4、日本橋室町4、日本橋本町4          |                                                                |
| 本石町一〜四丁目   | 江戸期   | 町名は存続 | 本石町3・4、室町3・4、本町3・4                 | 日本橋本石町3・4、日本橋室町3・4、日本橋本町3・4 |                                                                |
| 本石町十軒店       | 江戸期   | 1932       | 室町3                                          | 日本橋室町3                                      | 1911年、十軒店町に改称                                         |
| 本町一〜四丁目     | 江戸期   | 町名は存続 | 本町2・3、室町2・3、本石町2・3                 | 日本橋本町2・3、日本橋室町2・3、日本橋本石町2・3 |                                                                |
| 室町一〜三丁目     | 江戸期   | 町名は存続 | 室町1・2                                       | 日本橋室町1・2                                   |                                                                |
| 岩附町             | 江戸期   | 1932       | 本町3                                          | 日本橋本町3                                      |                                                                |
| 金吹町             | 江戸期   | 1932       | 室町3、本石町3                                 | 日本橋室町3、日本橋本石町3                       |                                                                |
| 本革屋町           | 江戸期   | 1932       | 室町2、本石町2                                 | 日本橋室町2、日本橋本石町2                       |                                                                |
| 本両替町           | 江戸期   | 1932       | 本石町1・2                                     | 日本橋本石町1・2                                 |                                                                |
| 駿河町             | 江戸期   | 1932       | 室町1・2                                       | 日本橋室町1・2                                   |                                                                |
| 瀬戸物町           | 江戸期   | 1932       | 本町1・2、室町1・2                             | 日本橋本町1・2、日本橋室町1・2                   |                                                                |
| 伊勢町             | 江戸期   | 1932       | 本町1・2、室町2                                | 日本橋本町1・2、日本橋室町2                      |                                                                |
| 北鞘町             | 江戸期   | 1932       | 本石町1                                        | 日本橋本石町1                                    |                                                                |
| 品川町             | 江戸期   | 1932       | 室町1                                          | 日本橋室町1                                      |                                                                |
| 品川町裏河岸       | 江戸期   | 1932       | 室町1                                          | 日本橋室町1                                      |                                                                |
| 本船町             | 江戸期   | 1932       | 本町1、室町1                                   | 日本橋本町1、日本橋室町1                         |                                                                |
| 長浜町             | 江戸期   | 1932       | 本町1、室町1                                   | 日本橋本町1、日本橋室町1                         |                                                                |
| 安針町             | 江戸期   | 1932       | 本町1、室町1                                   | 日本橋本町1、日本橋室町1                         |                                                                |
| 本小田原町         | 江戸期   | 1932       | 本町1、室町1                                   | 日本橋本町1、日本橋室町1                         |                                                                |
| 箱崎町一〜四丁目   | 江戸期   | 町名は現存 | 箱崎町1〜4                                     | 日本橋箱崎町                                     | 震災後の町名整理対象外                                         |
| 北新堀町           | 江戸期   | 1976       | 北新堀町                                       | 日本橋箱崎町                                     | 震災後の町名整理対象外                                         |
| 通一〜四丁目       | 江戸期   | 1973       | 通1〜3                                         | 日本橋1〜3                                       |                                                                |
| 西河岸町           | 江戸期   | 1928       | 呉服橋1、通1                                   | 八重洲1、日本橋1                                 |                                                                |
| 元四日市町         | 江戸期   | 1928       | 江戸橋1、通1                                   | 日本橋1                                          |                                                                |
| 万町               | 江戸期   | 1928       | 通1                                            | 日本橋1                                          |                                                                |
| 青物町             | 江戸期   | 1928       | 江戸橋1                                        | 日本橋1                                          |                                                                |
| 呉服町             | 江戸期   | 1928       | 呉服橋1・2、通1・2                             | 八重洲1、日本橋1                                 |                                                                |
| 平松町             | 江戸期   | 1928       | 通1・2                                         | 日本橋1・2                                       |                                                                |
| 佐内町             | 江戸期   | 1928       | 江戸橋1・2                                     | 日本橋1・2                                       |                                                                |
| 元大工町           | 江戸期   | 1928       | 呉服橋2、通2                                   | 八重洲1、日本橋2                                 |                                                                |
| 新右衛門町         | 江戸期   | 1928       | 江戸橋2、通2                                   | 日本橋2                                          |                                                                |
| 川瀬石町           | 江戸期   | 1928       | 江戸橋2、通2                                   | 日本橋2                                          |                                                                |
| 数寄屋町           | 江戸期   | 1928       | 呉服橋2、通2                                   | 八重洲1、日本橋2                                 |                                                                |
| 箔屋町             | 江戸期   | 1928       | 通3                                            | 日本橋3                                          |                                                                |
| 檜物町             | 江戸期   | 1928       | 呉服橋3、通3                                   | 八重洲1、日本橋3                                 |                                                                |
| 榑正町             | 江戸期   | 1928       | 江戸橋3                                        | 日本橋3                                          |                                                                |
| 上槇町             | 江戸期   | 1928       | 呉服橋3、通3                                   | 八重洲1、日本橋3                                 |                                                                |
| 下槇町             | 江戸期   | 1928       | 江戸橋3、通3                                   | 日本橋3                                          |                                                                |
| 本材木町一・二丁目 | 江戸期   | 1931       | 江戸橋1〜3                                     | 日本橋1〜3                                       |                                                                |
| 兜町               | 1871以前 | 町名は存続 | 兜町1                                          | 日本橋兜町                                       |                                                                |
| 南茅場町           | 江戸期   | 1933       | 茅場町1・2                                     | 日本橋茅場町1・2                                 |                                                                |
| 坂本町             | 江戸期   | 1933       | 兜町2・3                                       | 日本橋兜町                                       |                                                                |
| 三代町             | 1869     | 1933       | 兜町3                                          | 日本橋兜町                                       |                                                                |
| 北島町一・二丁目   | 江戸期   | 1933       | 茅場町2・3                                     | 日本橋茅場町2・3                                 |                                                                |
| 亀島町一・二丁目   | 江戸期   | 1933       | 茅場町2・3                                     | 日本橋茅場町2・3                                 |                                                                |
| 大伝馬塩町         | 江戸期   | 1932       | 本町4                                          | 日本橋本町4                                      |                                                                |
| 小伝馬町一〜三丁目 | 江戸期   | 町名は存続 | 小伝馬町1〜3                                   | 日本橋小伝馬町                                   |                                                                |
| 鉄砲町             | 江戸期   | 1932       | 本町3・4                                       | 日本橋本町3・4                                   |                                                                |
| 大伝馬町一・二丁目 | 江戸期   | 町名は存続 | 本町2・3、大伝馬町1、小伝馬町1                 | 日本橋本町2・3、日本橋大伝馬町、日本橋小伝馬町   |                                                                |
| 通旅籠町           | 江戸期   | 1932       | 堀留町2、大伝馬町2、小伝馬町2                  | 日本橋堀留町2、日本橋大伝馬町、日本橋小伝馬町    |                                                                |
| 通油町             | 江戸期   | 1932       | 大伝馬町3                                      | 日本橋大伝馬町                                   |                                                                |
| 堀留町一〜三丁目   | 江戸期   | 町名は存続 | 本町2・3、堀留町1                              | 日本橋本町2・3、日本橋堀留町1                    |                                                                |
| 田所町             | 江戸期   | 1932       | 堀留町2                                        | 日本橋堀留町2                                    |                                                                |
| 堀江町一〜四丁目   | 江戸期   | 1933       | 小舟町1・2、小網町1                            | 日本橋小舟町、日本橋小網町                       |                                                                |
| 小舟町一〜三丁目   | 江戸期   | 町名は存続 | 小舟町1・2                                     | 日本橋小舟町                                     |                                                                |
| 小網町一〜四丁目   | 江戸期   | 町名は存続 | 小網町1〜3                                     | 日本橋小網町                                     |                                                                |
| 新大坂町           | 江戸期   | 1932       | 富沢町                                         | 日本橋富沢町                                     |                                                                |
| 元浜町             | 江戸期   | 1932       | 富沢町、大伝馬町3                              | 日本橋富沢町、日本橋大伝馬町                     |                                                                |
| 弥生町             | 1869     | 1932       | 富沢町                                         | 日本橋富沢町                                     |                                                                |
| 新材木町           | 江戸期   | 1932       | 堀留町1                                        | 日本橋堀留町1                                    |                                                                |
| 新乗物町           | 江戸期   | 1932       | 堀留町1                                        | 日本橋堀留町1                                    |                                                                |
| 長谷川町           | 江戸期   | 1932       | 堀留町2                                        | 日本橋堀留町2                                    |                                                                |
| 富沢町             | 江戸期   | 町名は存続 | 富沢町                                         | 日本橋富沢町                                     |                                                                |
| 葺屋町             | 江戸期   | 1933       | 芳町2、堀留町1                                 | 日本橋人形町3、日本橋堀留町1                     |                                                                |
| 堺町               | 江戸期   | 1933       | 芳町2、人形町3                                 | 日本橋人形町3                                    |                                                                |
| 岩代町             | 江戸期   | 1932       | 堀留町1                                        | 日本橋堀留町1                                    |                                                                |
| 新和泉町           | 江戸期   | 1933       | 人形町3                                        | 日本橋人形町3                                    |                                                                |
| 高砂町             | 江戸期   | 1932       | 富沢町                                         | 日本橋富沢町                                     |                                                                |
| 芳町               | 1869     | 1980       | 芳町1・2、人形町3                              | 日本橋人形町1・3                                 |                                                                |
| 新葭町             | 1869     | 1933       | 芳町1・2、小網町2                              | 日本橋人形町1・3、日本橋小網町                   |                                                                |
| 住吉町             | 江戸期   | 1933       | 人形町2・3                                     | 日本橋人形町2・3                                 |                                                                |
| 浪花町             | 1871     | 1980       | 浪花町                                         | 日本橋人形町2、日本橋富沢町                      |                                                                |
| 小網仲町           | 1872     | 1933       | 小網町2                                        | 日本橋小網町、日本橋人形町1                      |                                                                |
| 元大坂町           | 江戸期   | 1933       | 芳町1、人形町2                                 | 日本橋人形町1                                    |                                                                |
| 蛎殻町一〜三丁目   | 江戸期   | 町名は存続 | 蛎殻町1〜4、小網町2、芳町1、人形町1・2、浪花町 | 日本橋蛎殻町1・2、日本橋人形町1・2               |                                                                |
| 松島町             | 江戸期   | 1932       | 人形町1、蛎殻町4                               | 日本橋人形町2                                    |                                                                |
| 小伝馬上町         | 江戸期   | 1932       | 小伝馬町1・2                                   | 日本橋小伝馬町                                   |                                                                |
| 亀井町             | 江戸期   | 1933       | 小伝馬町3                                      | 日本橋小伝馬町、千代田区岩本町1                  | 1932年、一部が小伝馬町となり、残余は1933年神田区に編入         |
| 馬喰町一〜四丁目   | 江戸期   | 町名は存続 | 馬喰町1〜4                                     | 日本橋馬喰町1・2                                 |                                                                |
| 通塩町             | 江戸期   | 1935       | 横山町、馬喰町1                                | 日本橋横山町、馬喰町1                            |                                                                |
| 横山町一〜三丁目   | 江戸期   | 町名は存続 | 横山町、橘町、両国                             | 日本橋横山町、東日本橋2・3                       |                                                                |
| 吉川町             | 江戸期   | 1934       | 両国                                           | 東日本橋2                                        |                                                                |
| 元柳町             | 1872     | 1934       | 両国                                           | 東日本橋2                                        |                                                                |
| 新柳町             | 1869     | 1934       | 両国                                           | 東日本橋2                                        |                                                                |
| 橘町一〜四丁目     | 江戸期   | 1971       | 橘町、久松町                                   | 東日本橋3、日本橋久松町                          |                                                                |
| 薬研堀町           | 1872     | 1971       | 両国、薬研堀町                                 | 東日本橋1・2                                     | 震災後の町名整理後も一部が存続                                 |
| 米沢町一〜三丁目   | 江戸期   | 1971       | 両国、米沢町3                                  | 東日本橋1・2                                     | 一・二丁目は1934年廃止。三丁目は震災後の町名整理後も一部が存続 |
| 村松町             | 江戸期   | 1971       | 橘町、両国、村松町                             | 東日本橋1〜3                                     | 震災後の町名整理後も一部が存続                                 |
| 久松町             | 江戸期   | 町名は存続 | 久松町                                         | 日本橋久松町、日本橋浜町2                        | 震災後の町名整理対象外                                         |
| 若松町             | 江戸期   | 1971       | 橘町、両国、若松町                             | 東日本橋1〜3                                     | 震災後の町名整理後も一部が存続                                 |
| 矢ノ倉町           | 1872     | 1971       | 矢ノ倉町                                       | 東日本橋1                                        | 震災後の町名整理対象外                                         |
| 浜町一〜三丁目     | 1872     | 町名は存続 | 浜町1〜3                                       | 日本橋浜町1〜3                                   | 震災後の町名整理対象外                                         |
| 中洲町             | 1886     | 町名は存続 | 中洲                                           | 日本橋中洲                                       | 1935年、中洲に改称（「町」を取る）                             |

市制町村制施行以後、震災復興までの間に成立した町は下の1か町のみである。
- 常盤町 - 1920年、河川埋立地に新設。1932年本石町一〜四丁目に編入。

## 旧京橋区の町名

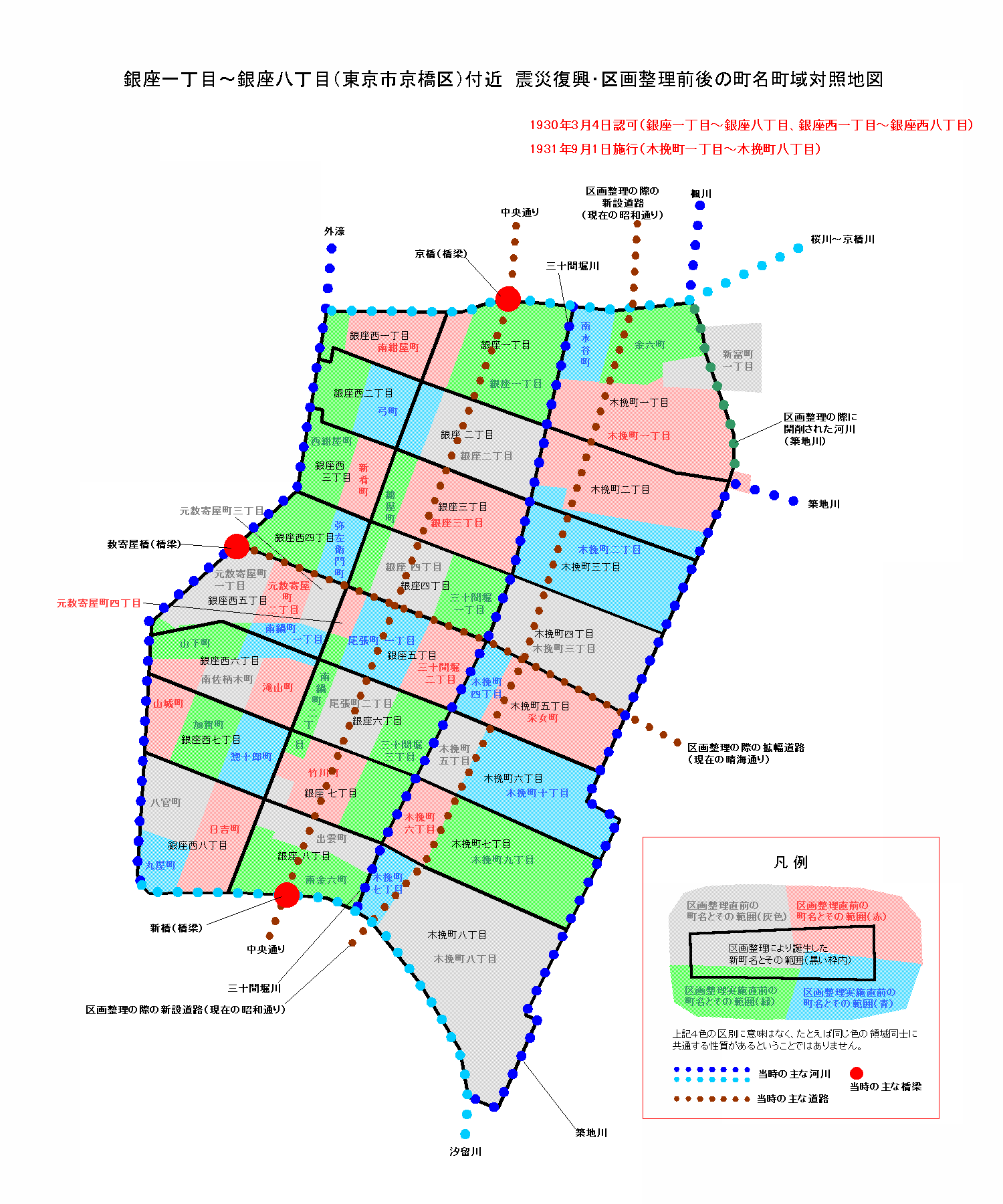
震災復興前後の新旧町名対照図（銀座地区）

京橋区においては、明治11年（1878年）の区成立時には下表の154町が存在した（◯丁目は町名の一部であり、「◯◯町◯丁目」で1町と数える）。
区成立直後に大富町が新富町一丁目に編入されたが、それ以外は明治22年（1889年）の東京市成立まで変化がなかった。その後、築地外国人居留地の町名変更、佃島、月島、晴海地区の町名起立などがあったが、大部分の町名は昭和初期の区画整理・町名変更時まで存続した。
| 町名（1878年現在） | 成立年         | 廃止年                       | 震災復興後の町名         | 備考 |
| ------------------ | -------------- | ---------------------------- | ------------------------ | --- |
| 北槇町             | 江戸期         | 1931                         | 槇1、京橋1               | |
| 南槇町             | 江戸期         | 1931                         | 槇1、京橋1               | |
| 桶町               | 江戸期         | 1931                         | 槇1・2、京橋1・2         | 1869年までは一・二丁目があった |
| 南大工町           | 江戸期         | 1931                         | 槇2、京橋2               | |
| 南鍛冶町           | 江戸期         | 1931                         | 槇2、京橋2               | 1868年頃までは一・二丁目があった |
| 五郎兵衛町         | 江戸期         | 1931                         | 槇2・3                   | |
| 畳町               | 江戸期         | 1931                         | 京橋2・3                 | |
| 北紺屋町           | 江戸期         | 1931                         | 槇3、京橋3               | |
| 南紺屋町           | 江戸期         | 1930                         | 西銀座1、銀座1           | |
| 西紺屋町           | 江戸期         | 1931                         | 西銀座2〜4               | |
| 中橋広小路町       | 江戸期         | 1931                         | 京橋1                    | |
| 南伝馬町一丁目     | 江戸期         | 1931                         | 京橋1                    | |
| 南伝馬町二丁目     | 江戸期         | 1931                         | 京橋2                    | |
| 南伝馬町三丁目     | 江戸期         | 1931                         | 京橋2・3                 | |
| 中橋和泉町         | 1869           | 1931                         | 京橋1、宝町1             | |
| 大鋸町             | 江戸期         | 1931                         | 京橋1、宝町1             | |
| 南鞘町             | 江戸期         | 1931                         | 京橋1・2、宝町1・2       | 1869年正木町、1871年頃南塗師町を編入 |
| 松川町             | 江戸期         | 1931                         | 京橋2、宝町2             | |
| 鈴木町             | 江戸期         | 1931                         | 京橋2                    | |
| 常盤町             | 江戸期         | 1931                         | 京橋2・3、宝町2          | |
| 具足町             | 江戸期         | 1931                         | 京橋3                    | |
| 因幡町             | 江戸期         | 1931                         | 宝町2                    | |
| 柳町               | 江戸期         | 1931                         | 宝町3                    | |
| 本材木町三丁目     | 江戸期         | 1931                         | 宝町1〜3                 | 1871年頃、旧一〜八丁目を一〜三丁目に再編、再編後の一・二丁目は日本橋区に所属。 |
| 炭町               | 江戸期         | 1931                         | 京橋3、宝町3             | |
| 元数寄屋町一丁目   | 江戸期         | 1930                         | 西銀座5                  | |
| 元数寄屋町二丁目   | 江戸期         | 1930                         | 西銀座5                  | |
| 元数寄屋町三丁目   | 江戸期         | 1930                         | 西銀座5                  | |
| 元数寄屋町四丁目   | 江戸期         | 1930                         | 銀座5                    | |
| 山下町             | 江戸期         | 1930                         | 西銀座5・6               | |
| 山城町             | 江戸期         | 1930                         | 西銀座6・7               | 1869年、筑波町を編入 |
| 南佐柄木町         | 江戸期         | 1930                         | 西銀座6                  | |
| 加賀町             | 江戸期         | 1930                         | 西銀座7                  | |
| 八官町             | 江戸期         | 1930                         | 西銀座8                  | 1871年頃、佐兵衛町を編入 |
| 丸屋町             | 江戸期         | 1930                         | 西銀座8                  | |
| 弓町               | 江戸期         | 1930                         | 銀座2、西銀座2           | |
| 新肴町             | 江戸期         | 1930                         | 西銀座3                  | |
| 弥左衛門町         | 江戸期         | 1930                         | 西銀座4                  | |
| 鎗屋町             | 江戸期         | 1930                         | 銀座3・4                 | |
| 南鍋町一丁目       | 江戸期         | 1930                         | 西銀座5・6               | |
| 南鍋町二丁目       | 江戸期         | 1930                         | 銀座5・6                 | 1869年、守山町を編入 |
| 滝山町             | 江戸期         | 1930                         | 西銀座6                  | |
| 宗十郎町           | 江戸期         | 1930                         | 西銀座7                  | |
| 日吉町             | 1869           | 1930                         | 西銀座8                  | |
| 金六町             | 江戸期         | 1931                         | 木挽町1                  | 1871年までは京橋金六町 |
| 京橋水谷町         | 江戸期         | 1911改称、1931廃止           | 木挽町1                  | 1911年、南水谷町に改称 |
| 銀座一丁目         | 江戸期         | 1930再編、町名は存続         | 銀座1                    | |
| 銀座二丁目         | 江戸期         | 1930再編、町名は存続         | 銀座2                    | |
| 銀座三丁目         | 江戸期         | 1930再編、町名は存続         | 銀座3                    | |
| 銀座四丁目         | 江戸期         | 1930再編、町名は存続         | 銀座4                    | |
| 尾張町一丁目       | 江戸期         | 1930                         | 銀座5                    | 1871年「尾張町一丁目元地」から改称 |
| 尾張町二丁目       | 江戸期         | 1930                         | 銀座6                    | |
| 尾張町新地         | 江戸期         | 1923                         | 尾張町1に編入            | 1871年「尾張町一丁目新地」から改称 |
| 竹川町             | 江戸期         | 1930                         | 銀座7                    | |
| 出雲町             | 江戸期         | 1930                         | 銀座7・8                 | 1869年、内山町、三十間堀八丁目を編入 |
| 南金六町           | 1872           | 1930                         | 銀座8                    | もと芝口金六町。1872年に芝口北紺屋町等を編入し改称。 |
| 三十間堀一丁目     | 江戸期         | 1930                         | 銀座4                    | 近世には一〜八丁目があった。1871年までに一〜三丁目に再編。 |
| 三十間堀二丁目     | 江戸期         | 1930                         | 銀座5                    | 同上 |
| 三十間堀三丁目     | 江戸期         | 1930                         | 銀座6・7                 | 同上 |
| 木挽町一丁目       | 江戸期         | 1931再編、1951廃止           | 木挽町1・2               | 江戸期には一〜七丁目があった。明治初期に木挽町八・九・十丁目を新たに起立。1931年、采女町等を編入し、それまでの一〜十丁目を一〜八丁目に再編。1951年、銀座東一〜八丁目に改称。         |
| 木挽町二丁目       | 江戸期         | 1931再編、1951廃止           | 木挽町2・3               | 同上 |
| 木挽町三丁目       | 江戸期         | 1931再編、1951廃止           | 木挽町4                  | 同上 |
| 木挽町四丁目       | 江戸期         | 1931再編、1951廃止           | 木挽町5                  | 同上 |
| 木挽町五丁目       | 江戸期         | 1931再編、1951廃止           | 木挽町6                  | 同上 |
| 木挽町六丁目       | 江戸期         | 1931再編、1951廃止           | 木挽町7                  | 同上 |
| 木挽町七丁目       | 江戸期         | 1931再編、1951廃止           | 木挽町8                  | 同上 |
| 木挽町八丁目       | 明治初期       | 1931再編、1951廃止           | 木挽町8                  | |
| 木挽町九丁目       | 明治初期       | 1931再編、1951廃止           | 木挽町7                  | |
| 木挽町十丁目       | 明治初期       | 1931再編、1951廃止           | 木挽町6                  | |
| 采女町             | 1869           | 1931                         | 木挽町5                  | 町名は伊予今治藩の藩主・松平采女正定基の屋敷があったことに由来し、1724（享保9）年の大火で麹町へ屋敷移転後、馬場や遊興小屋が並ぶ火除地となっていた。                                  |
| 南八丁堀一丁目     | 江戸期         | 1932                         | 木挽町1、（旧）新富町1   | |
| 南八丁堀二丁目     | 江戸期         | 1932                         | 入船町1、湊町1           | |
| 南八丁堀三丁目     | 江戸期         | 1932                         | 入船町1、湊町1           | |
| 大富町             | 江戸期         | 1878                         | 新富町1                  | |
| 新富町一丁目       | 1871           | 1932再編、町名は存続         | 木挽町1、新富町2         | 1932、新富町一〜三丁目に再編 |
| 新富町二丁目       | 1871           | 1932再編、町名は存続         | 新富町2                  | 同上 |
| 新富町三丁目       | 1871           | 1932再編、町名は存続         | 新富町2                  | 同上 |
| 新富町四丁目       | 1871           | 1932再編、町名は存続         | 新富町2                  | 同上 |
| 新富町五丁目       | 1871           | 1932再編、町名は存続         | 木挽町1、新富町3         | 同上 |
| 新富町六丁目       | 1871           | 1932再編、町名は存続         | 新富町3                  | 同上 |
| 新富町七丁目       | 1871           | 1932再編、町名は存続         | 新富町3                  | 同上 |
| 入船町一丁目       | 1868           | 1932再編、町名は存続         | 入船町1                  | 当初は一〜九丁目があった。1873年までに一〜八丁目に再編。1932、入船町一〜三丁目に再編                                                                                                 |
| 入船町二丁目       | 1868           | 1932再編、町名は存続         | 入船町2                  | 同上 |
| 入船町三丁目       | 1868           | 1932再編、町名は存続         | 入船町2                  | 同上 |
| 入船町四丁目       | 1868           | 1932再編、町名は存続         | 入船町3                  | 同上 |
| 入船町五丁目       | 1868           | 1932再編、町名は存続         | 入船町3                  | 同上 |
| 入船町六丁目       | 1871           | 1932再編、町名は存続         | 入船町3、明石町          | 当初（1868年成立）の六〜九丁目は、1871年築地居留地となり町名廃止。同年、運河埋立地に新・六丁目が起立された。                                                                         |
| 入船町七丁目       | 1873           | 1899明石町に編入             | 明石町                   | 当初（1868年成立）の六〜九丁目は、1871年築地居留地となり町名廃止。1873年、居留地にあらためて七丁目を起立（旧六・七丁目にあたる）。                                                   |
| 入船町八丁目       | 1873           | 1899明石町に編入             | 明石町                   | 当初（1868年成立）の六〜九丁目は、1871年築地居留地となり町名廃止。1873年、居留地にあらためて八丁目を起立（旧八・九丁目にあたる）。                                                   |
| 新栄町一丁目       | 1869           | 1932                         | 入船町1、湊町1           | 当初は一〜九丁目があった。1873年までに一〜七丁目に再編。 |
| 新栄町二丁目       | 1869           | 1932                         | 入船町2、湊町2           | 同上 |
| 新栄町三丁目       | 1869           | 1932                         | 入船町2、湊町2           | 同上 |
| 新栄町四丁目       | 1869           | 1932                         | 入船町3、湊町3           | 同上 |
| 新栄町五丁目       | 1869           | 1932                         | 入船町3、湊町3           | 同上 |
| 新栄町六丁目       | 1873           | 1899明石町に編入             | 明石町                   | 当初（1869年成立）の六〜九丁目は、1871年築地居留地となり町名廃止。1873年、居留地にあらためて六丁目を起立（旧六・七丁目にあたる）。                                                   |
| 新栄町七丁目       | 1873           | 1899明石町に編入             | 明石町                   | 当初（1869年成立）の六〜九丁目は、1871年築地居留地となり町名廃止。1873年、居留地にあらためて七丁目を起立（旧八・九丁目にあたる）。                                                   |
| 新湊町一丁目       | 1868           | 1932                         | 湊町1                    | 当初は一〜九丁目があった。1873年までに一〜七丁目に再編。 |
| 新湊町二丁目       | 1868           | 1932                         | 湊町2                    | 同上 |
| 新湊町三丁目       | 1868           | 1932                         | 湊町2                    | 同上 |
| 新湊町四丁目       | 1868           | 1932                         | 湊町3                    | 同上 |
| 新湊町五丁目       | 1868           | 1932                         | 湊町3                    | 同上 |
| 新湊町六丁目       | 1868           | 1899明石町に編入             | 明石町                   | 当初（1869年成立）の六〜九丁目は、1871年築地居留地となり町名廃止。1873年、居留地にあらためて六丁目を起立（旧六・七丁目にあたる）。                                                   |
| 新湊町七丁目       | 1868           | 1899明石町に編入             | 明石町                   | 当初（1869年成立）の六〜九丁目は、1871年築地居留地となり町名廃止。1873年、居留地にあらためて七丁目を起立（旧八・九丁目にあたる）。                                                   |
| 本湊町             | 江戸期         | 1932                         | 湊町1・2                 | |
| 船松町             | 江戸期         | 1932                         | 湊町3                    | もとは一・二丁目があった。旧二丁目は1868年築地居留地となり廃止。もとの船松町一丁目を船松町とする。                                                                                   |
| 明石町             | 江戸期         | 存続                         | 明石町                   | 1868年築地居留地となり、町名は一旦消滅。1873年、旧・明石町・十軒町・船松町二丁目の区域をあらためて明石町とする。1899年、入船町七・八丁目、新栄町六・七丁目、新湊町六・七丁目を編入。 |
| 築地一丁目         | 1872           | 1931再編、町名は存続         | 築地1                    | 当初は一〜四丁目。1931年一〜六丁目に再編。1966年小田原町一〜三丁目を編入のうえ、一〜七丁目に再々編。                                                                                 |
| 築地二丁目         | 1872           | 1931再編、町名は存続         | 築地2・3                 | 当初の二丁目が1931年に二・三丁目となる。 |
| 築地三丁目         | 1931再編、1872 | 町名は存続                   | 築地3・4                 | 当初の三丁目が1931年に三・四丁目となる。 |
| 築地四丁目         | 1931再編、1872 | 町名は存続                   | 築地5・6                 | 当初の四丁目が1931年に五・六丁目となる（六丁目は浜離宮庭園）。 |
| 南小田原町一丁目   | 江戸期         | 1932                         | 小田原町3                | |
| 南小田原町二丁目   | 江戸期         | 1932                         | 小田原町2・3             | |
| 南小田原町三丁目   | 江戸期         | 1932                         | 小田原町1                | |
| 南小田原町四丁目   | 江戸期         | 1932                         | 小田原町1                | |
| 南飯田町           | 江戸期         | 1932                         | 小田原町1・2             | |
| 上柳原町           | 江戸期         | 1932                         | 小田原町2                | |
| 南本郷町           | 江戸期         | 1932                         | 小田原町2                | |
| 松屋町一丁目       | 江戸期         | 1931                         | 西八丁堀1・2             | 一〜三丁目に分かれるのは1872年から |
| 松屋町二丁目       | 江戸期         | 1931                         | 西八丁堀2                | 同上 |
| 松屋町三丁目       | 江戸期         | 1931                         | 西八丁堀3                | 同上 |
| 高代町             | 1869           | 1931                         | 西八丁堀3・4             | |
| 岡崎町一丁目       | 江戸期         | 1931                         | 西八丁堀1・2             | 一・二丁目に分かれるのは1871年から |
| 岡崎町二丁目       | 江戸期         | 1931                         | 西八丁堀2・3             | 同上 |
| 元島町             | 1869           | 1931                         | 西八丁堀3                | |
| 水谷町             | 1869           | 1931                         | 八丁堀1                  | |
| 八丁堀仲町         | 1869           | 1931                         | 八丁堀1・2               | |
| 永島町             | 江戸期         | 1931                         | 八丁堀2                  | |
| 長沢町             | 江戸期         | 1931                         | 八丁堀3                  | |
| 幸町               | 江戸期         |                              | 八丁堀3                  | |
| 日比谷町           | 江戸期         | 1931                         | 八丁堀3                  | |
| 本八丁堀一丁目     | 江戸期         | 1931                         | 西八丁堀4                | |
| 本八丁堀二丁目     | 江戸期         | 1931                         | 八丁堀4                  | |
| 本八丁堀三丁目     | 江戸期         | 1931                         | 八丁堀4                  | |
| 本八丁堀四丁目     | 江戸期         | 1931                         | 八丁堀4                  | |
| 本八丁堀五丁目     | 江戸期         | 1931                         | 八丁堀4                  | |
| 富島町             | 江戸期         | 1931                         | 新川1                    | 1872年までは富島町一丁目（二丁目は同年川口町に編入）。 |
| 南新堀一丁目       | 江戸期         | 1931                         | 新川1                    | |
| 南新堀二丁目       | 江戸期         | 1931                         | 新川2                    | |
| 霊巌島浜町         | 江戸期1        | 1931                         | 新川1                    | 1911年「霊巌島」の冠称を廃止 |
| 霊巌島塩町         | 江戸期         | 1931                         | 新川2                    | 1911年「霊巌島」の冠称を廃止 |
| 霊巌島四日市町     | 江戸期         | 1931                         | 新川1・2                 | 1911年「霊巌島」の冠称を廃止 |
| 霊巌島銀町一丁目   | 江戸期         | 1931                         | 霊巌島2、越前堀3         | もとは一〜四丁目があった。1869年、旧・一・三・四丁目を新・一丁目とする。1911年「霊巌島」の冠称を廃止。                                                                               |
| 霊巌島銀町二丁目   | 江戸期         | 1931                         | 越前堀3                  | 1911年「霊巌島」の冠称を廃止 |
| 霊巌島町           | 江戸期         | 1931                         | 霊巌島2                  | 「霊巌島一・二丁目」の町名は1971年まで存続。 |
| 大川端町           | 江戸期         | 1931                         | 新川2                    | 1871年までは北新堀大川端町 |
| 長崎町一丁目       | 江戸期         | 1931                         | 霊巌島1・2               | 明治初期までは霊巌島長崎町一丁目 |
| 長崎町二丁目       | 江戸期         | 1931                         | 霊巌島1・2               | 明治初期までは霊巌島長崎町二丁目 |
| 越前堀一丁目       | 1872           | 1931再編、町名は1971まで存続 | 越前堀2・3               | |
| 越前堀二丁目       | 1872           | 1931再編、町名は1971まで存続 | 越前堀2・3               | |
| 川口町             | 1873           | 1931                         | 霊巌島1                  | 1872まで霊巌島川口町。同年富島町二丁目を編入し川口町に改称。 |
| 東湊町一丁目       | 江戸期         | 1931                         | 霊巌島1、越前堀1         | |
| 東湊町二丁目       | 江戸期         | 1931                         | 越前堀1                  | |
| 新船松町           | 1869           | 1931                         | 越前堀1                  | |
| 佃島               | 1872           | 1967                         | 震災復興時の町名変更なし | 島名は江戸期より。町名は「佃町」とも。 |

昭和22年（1947年）の京橋区廃止・中央区成立までに新たに起立された町名は以下のとおりである。
- 月島通一〜十二丁目　一〜六丁目は1892年成立。七〜十一丁目は1894年、十二丁目は1913年に追加。
- 月島西仲道一〜十二丁目　成立過程は同上
- 月島西河岸通一〜十二丁目　成立過程は同上
- 月島東仲道一〜十二丁目　成立過程は同上
- 月島西河岸通一〜十二丁目　成立過程は同上
- 新佃島東町一・二丁目　1896年成立
- 新佃島西町一〜三丁目　1896年成立
- 晴海町一〜六丁目　1937年成立

- 月島十二丁目 - 『角川日本地名大辞典 東京都』（480頁および930頁）によると、月島の西端に「月島十二丁目」という町名が昭和26年（1951年）に起立され、昭和40年（1965年）の住居表示実施時まで存続した。ただし、中央区立京橋図書館編『中央区沿革図集』（月島編）、人文社編集・刊行『昭和三十年代東京散歩』（古地図ライブラリー別冊）所収の地図にはこの町名はみえない。

## 住居表示実施直前の町名

### 日本橋地区
1923年の関東大震災からの復興に際し、東京市では各地で区画整理と町名改正が実施された。これに伴い、新たな町名・町界が設定され、多くの旧町名が廃止された。中央区の前身である日本橋区と京橋区においても昭和時代初期に震災復興に伴う大幅な町名改正が実施されている。その後、1962年に「住居表示に関する法律」が施行され、同法に基づく住居表示の実施によって、中央区の町名は再度変更されている。
中央区では、1965年から区内の住居表示が順次実施され、1987年に区内全域の住居表示実施が完了している（千代田区との境界未定部分を除く）。
以下は、旧日本橋区の区域の住居表示実施直前（1964年現在）の町名と現行町名の対照表である。1964年の時点で存在していた町名の大部分は昭和時代初期、震災復興による町名改正に伴って新設された町名である。
「日本橋」の冠称について
旧日本橋区の町名のうち、昭和時代初期、震災復興による町名改正に伴って新設された町名は、当初は「日本橋」を冠称していなかったが、1947年の日本橋区廃止・中央区成立以後は「日本橋」を冠称している。
| 町名（1964年現在）       | 町成立直前の旧地名 | 町の成立年     | 町の廃止年                  | 現町名                                  | 備考 |
| ------------------------ | --- | -------------- | --------------------------- | --------------------------------------- | --- |
| 八重洲一〜三丁目         | 日本橋呉服橋1〜3（1928までは西河岸町、呉服町、元大工町、数寄屋町、檜物町、上槇町）                                                                         | 1954           | 1973                        | 八重洲1                                 | 1928年から1954年までは日本橋呉服橋一〜三丁目。1954年八重洲一〜三丁目に改称、1973年住居表示実施時に八重洲一〜三丁目の区域を新たな八重洲一丁目とする。 |
| 日本橋本石町一〜四丁目   | 本両替町、北鞘町、金吹町、本革屋町、常盤町、本町1、本石町1、本銀町1                                                                                        | 1932再編       | 1987住居表示                | 日本橋本石町1〜4                        | |
| 日本橋室町一〜四丁目     | 品川町、品川町裏河岸、十軒店町、駿河町、安針町、伊勢町、瀬戸物町、長浜町、本革屋町、金吹町、本小田原町、本船町、室町1〜3、本町2・3、本石町2・3、本銀町2・3 | 1931・1932再編 | 1987住居表示                | 日本橋室町1〜4                          | |
| 日本橋本町一〜四丁目     | 岩附町、瀬戸物町、伊勢町、本船町、長浜町、安針町、本小田原町、鉄砲町、大伝馬町1、大伝馬塩町、堀留町1、本町3・4、本石町3・4、本銀町3・4                     | 1932           | 1987住居表示                | 日本橋本町1〜4                          | |
| 日本橋通一〜三丁目       | 通1〜4、西河岸町、呉服町、万町、平松町、元四日市町、元大工町、数寄屋町、川瀬石町、新右衛門町、檜物町、上槇町、下槇町、箔屋町                               | 1928           | 1972（1973. 1. 1 町名変更） | 日本橋1〜3                              | |
| 日本橋江戸橋一〜三丁目   | 本材木町1・2、青物町、佐内町、榑正町、元四日市町、川瀬石町、新右衛門町、下槇町                                                                             | 1928           | 1972（1973. 1. 1 町名変更） | 日本橋1〜3                              | |
| 日本橋兜町一〜三丁目     | 兜町、三代町、坂本町 | 1933再編       | 1982住居表示                | 日本橋兜町（丁目なし）                  | 1932年京橋区松屋町1・2の一部を兜町3に編入 |
| 日本橋茅場町一〜三丁目   | 南茅場町、北島町1・2、亀島町1・2 | 1933           | 1982住居表示                | 日本橋茅場町1〜3                        | |
| 日本橋小伝馬町一〜三丁目 | 小伝馬町1〜3、大伝馬町2、小伝馬上町、通旅籠町、亀井町 | 1932           | 1980住居表示                | 日本橋小伝馬町（丁目なし）              | |
| 日本橋大伝馬町一〜三丁目 | 大伝馬町2、通旅籠町、通油町、元浜町 | 1932           | 1980住居表示                | 日本橋大伝馬町（丁目なし）              | |
| 日本橋小舟町一〜二丁目   | 小舟町1〜3、堀江1〜3 | 1932           | 1980住居表示                | 日本橋小舟町（丁目なし）、日本橋堀留町1 | |
| 日本橋堀留町一〜二丁目   | 堀留町2・3、新材木町、新乗物町、岩代町、葺屋町、田所町、長谷川町、通旅籠町                                                                                 | 1932           | 1980住居表示                | 日本橋堀留町1・2                        | |
| 日本橋富沢町             | 富沢町、新大坂町、弥生町、高砂町、元浜町 | 1932再編       | 1980住居表示                | 日本橋富沢町                            | |
| 日本橋芳町一〜二丁目     | 芳町、蛎殻町1・2、新葭町、元大坂町、葺屋町、堺町 | 1933           | 1979（1980. 1. 1 町名変更） | 日本橋人形町1・3                        | |
| 日本橋人形町一〜三丁目   | 新和泉町、住吉町、蛎殻町2、松島町、元大坂町、芳町、堺町 | 1933           | 1976・1980住居表示          | 日本橋人形町1〜3                        | |
| 日本橋浪花町             | 浪花町、蛎殻町2 | 1933           | 1979（1980. 1. 1 町名変更） | 日本橋人形町2、日本橋富沢町             | |
| 日本橋小網町一〜三丁目   | 小網町1〜4、小網仲町、蛎殻町1、堀江町4、新葭町 | 1933           | 1976住居表示                | 日本橋小網町、日本橋人形町1             | |
| 日本橋蛎殻町一〜四丁目   | 蛎殻町1〜3、松島町 | 1933           | 1976住居表示                | 日本橋蛎殻町1・2、日本橋人形町1・2      | |
| 日本橋馬喰町一〜四丁目   | 馬喰町1〜4、通塩町、富松町、久右衛門町 | 1935           | 1976                        | 日本橋馬喰町1・2                        | 旧町名のうち富松町と久右衛門町は1933年に神田区の同名の町の一部が日本橋区に編入されたもの。同年、旧馬喰町四丁目の一部を神田区に編入。                 |
| 日本橋横山町             | 横山町1〜3、通塩町 | 1934           | 1971住居表示                | 日本橋横山町                            | |
| 日本橋橘町               | 橘町1〜4、村松町、若松町、横山町2 | 1934           | 1971                        | 東日本橋3、日本橋久松町                 | |
| 日本橋両国               | 元柳町、新柳町、吉川町、米沢町1〜3、若松町、（村松町）、横山町3、薬研堀町                                                                                  | 1934           | 1971                        | 東日本橋2                               | |
| 日本橋久松町             | | 江戸期         | 1971住居表示                | 日本橋久松町、日本橋浜町2               | |
| 日本橋村松町             | | 江戸期         | 1971                        | 東日本橋1                               | 1934年一部が橘町となる |
| 日本橋矢ノ倉町           | 武家地 | 1872           | 1971                        | 東日本橋1                               | |
| 日本橋浜町一〜三丁目     | 武家地 | 1872           | 1971住居表示                | 日本橋浜町1〜3                          | |
| 日本橋箱崎町一〜四丁目   | | 江戸期         | 1976住居表示                | 日本橋箱崎町（丁目なし）                | |
| 日本橋北新堀町           | | 江戸期         | 1976                        | 日本橋箱崎町                            | |
| 日本橋中洲               | 中洲町 | 1935改称       | 1971住居表示                | 日本橋中洲                              | 中洲町は1886年起立、元は埋立地。1935年「中洲」に改称。                                                                                               |
| 日本橋薬研堀町           | 武家地、埋立地 | 1872           | 1971                        | 東日本橋2                               | 1934年、大部分が両国に編入。 |
| 日本橋米沢町三丁目       | | 江戸期         | 1971                        | 東日本橋1                               | 1934年一・二丁目の全部と三丁目の大部分は両国に編入。                                                                                                 |
| 日本橋若松町             | | 江戸期         | 1971                        | 東日本橋1                               | 1934大部分が両国および橘町に編入。 |

### 京橋地区
以下は、旧京橋区の区域の住居表示実施直前（1964年現在）の町名と現行町名の対照表である。1964年の時点で存在していた町名の大部分は昭和時代初期、震災復興による町名改正に伴って新設された町名である。
| 町名（1964年現在）   | 町成立直前の旧地名 | 町の成立年                                                 | 町の廃止年                  | 現町名                     | 備考 |
| -------------------- | --- | ---------------------------------------------------------- | --------------------------- | -------------------------- | --- |
| 八重洲四〜六丁目     | 槇町1〜3（1931までは北槇町、南槇町、桶町、南大工町、南鍛冶町、五郎兵衛町、北紺屋町）                                                                   | 1954                                                       | 1978                        | 八重洲2                    | 1931年から1954年までは槇町一〜三丁目。1954年八重洲四〜六丁目に改称、1978年住居表示実施時に八重洲四〜六丁目の区域を新たな八重洲二丁目とする。 |
| 京橋一〜三丁目       | 中橋広小路町、南伝馬町1〜3、畳町、具足町、鈴木町、北槇町、南槇町、桶町、大鋸町、南鞘町、南鍛冶町、北紺屋町、南大工町、松川町、炭町、常盤町、中橋和泉町 | 1931                                                       | 1978住居表示                | 京橋1〜3                   | |
| 宝町一〜三丁目       | 中橋和泉町、大鋸町、南鞘町、松川町、因幡町、常盤町、柳町、炭町、本材木町3                                                                              | 1931                                                       | 1978                        | 京橋1〜3                   | |
| 銀座西一〜八丁目     | 南紺屋町、弓町、新肴町、弥左衛門町、西紺屋町、元数寄屋町1〜3、滝山町、宗十郎町、南鍋町1、南佐柄木町、加賀町、日吉町、八官町、丸屋町、山城町、山下町    | 1930                                                       | 1968                        | 銀座1〜8                   | |
| 銀座一〜八丁目       | 銀座1〜4、尾張町1・2、三十間堀1〜3、南紺屋町、元数寄屋町4、弓町、鎗屋町、南鍋町2、出雲町、竹川町                                                       | 1930                                                       | 1968                        | 銀座1〜8                   | |
| 銀座東一〜八丁目     | 木挽町1〜8（1931までは木挽町1〜10、采女町、南水谷町、金六町、新富町1、南八丁堀1）                                                                      | 1951                                                       | 1969                        | 銀座1〜8                   | 1931年から1951年までは木挽町一〜八丁目。1951年銀座東一〜八丁目に改称。1969年住居表示実施により銀座一〜八丁目の一部となる。                   |
| 西八丁堀一〜四丁目   | 松屋町1〜3、高代町、岡崎町1・2、本八丁堀1・2 | 1931                                                       | 1970                        | 八丁堀1〜4                 | |
| 八丁堀一〜四丁目     | 本八丁堀1・3・5、水谷町、八丁堀仲町、永島町、日比谷町、幸町、長沢町、元島町                                                                            | 1931                                                       | 1970                        | 八丁堀1〜4                 | |
| 新富町一〜三丁目     | 新富町1〜7、南八丁堀1 | 1932再編                                                   | 1971                        | 新富1・2                   | |
| 入船町一〜三丁目     | 入船町1〜6、南八丁堀2・3、新栄町1〜5 | 1932再編                                                   | 1970（1971. 1. 1 町名変更） | 入船1〜3、新富1・2、明石町 | |
| 湊町一〜三丁目       | 新湊町1〜5、本湊町、船松町、南八丁堀3、新栄町1〜5 | 1932                                                       | 1970（1971. 1. 1 町名変更） | 湊1〜3                     | |
| 明石町               | 明石町、十軒町、船松町2 | 1873再編                                                   | 1971住居表示                | 明石町                     | 町名は江戸期より。1873再編。1899入船町7・8、新栄町6・7、新湊町6・7を編入。1932入船町1の一部を編入。                                          |
| 築地一〜六丁目       | 築地1〜4 | 1931再編                                                   | 1966                        | 築地1〜5、浜離宮庭園       | |
| 小田原町一〜三丁目   | 南飯田町、上柳原町、南本郷町、南小田原町1〜4 | 1932                                                       | 1966                        | 築地6・7                   | |
| 新川一〜二丁目       | 富島町、南新堀町、浜町、塩町、大川端町、四日市町 | 1931                                                       | 1971住居表示                | 新川1・2                   | 住居表示実施時に霊岸島1・2、越前堀1〜3を編入                                                                                                 |
| 霊岸島一〜二丁目     | 霊岸島町、銀町、長崎町1・2、川口町、東湊町1 | 1931                                                       | 1971                        | 新川1・2                   | |
| 越前堀一〜三丁目     | 越前堀1・2、東湊町、銀町、新船松町 | 1931                                                       | 1971                        | 新川1・2                   | |
| 佃島                 | 佃島、石川島 | 1872                                                       | 1967                        | 佃1・2                     | |
| 新佃島西町一〜三丁目 | 埋立地 | 1896                                                       | 1967                        | 佃2                        | |
| 新佃島東町一〜二丁目 | 埋立地 | 1896                                                       | 1967                        | 佃3                        | |
| 西河岸通一〜十二丁目 | 埋立地 | 1892（一〜六丁目）、1894（七〜十一丁目）、1913（十二丁目） | 1965                        | 月島1・3、勝どき1・3・5    | |
| 西仲通一〜十二丁目   | 埋立地 | 1892（一〜六丁目）、1894（七〜十一丁目）、1913（十二丁目） | 1965                        | 月島1・3、勝どき1・3・5    | |
| 月島通一〜十二丁目   | 埋立地 | 1892（一〜六丁目）、1894（七〜十一丁目）、1913（十二丁目） | 1965                        | 月島1〜4、勝どき1〜6       | |
| 東仲通一〜十二丁目   | 埋立地 | 1892（一〜六丁目）、1894（七〜十一丁目）、1913（十二丁目） | 1965                        | 月島2・4、勝どき2・4・6    | |
| 東河岸通一〜十二丁目 | 埋立地 | 1892（一〜六丁目）、1894（七〜十一丁目）、1913（十二丁目） | 1965                        | 月島2・4、勝どき2・4・6    | |
| 晴海町一〜六丁目     | 埋立地 | 1937                                                       | 1965                        | 晴海1〜5                   | |

## 現行行政地名
| 中央区現行町名と住居表示実施直前町名 |  | 中央区現行町名と住居表示実施直前町名 |  | 中央区現行町名と住居表示実施直前町名 |
| 中央区現行町名と住居表示実施直前町名 |  |                                      |  |                                      |

中央区では全区で住居表示の実施が完了している（千代田区との境界未定部分を除く）。以下は住居表示実施後の町名と、当該住居表示実施直前の旧町名の一覧である。旧町名の後に「（全）」と注記したもの以外は当該旧町域の一部である。
中央区と千代田区の境界には一部未定部分がある。当該境界未定部分の高速道路下の商店等の住所は便宜上「中央区銀座○丁目地先」「中央区銀座西」等と表示されている。（参照：
銀座インズ公式サイト）
| 町名         | 町名の読み           | 町区域新設年月日  | 住居表示実施年月日                                                                                          | 住居表示実施前の町名等 | 備考 |
| ------------ | -------------------- | ----------------- | --- | ---------------------- | ---- |
| 明石町       | あかしちょう         | 1966年7月1日      | 明石町（全）、入船町3                                                                                       |                        |      |
| 入船一丁目   | いりふね             | 1971年1月1日      | 入船町1〜3                                                                                                  |                        |      |
| 入船二丁目   | いりふね             | 1971年1月1日      | 入船町1〜3                                                                                                  |                        |      |
| 入船三丁目   | いりふね             | 1971年1月1日      | 入船町1〜3                                                                                                  |                        |      |
| 銀座一丁目   | ぎんざ               | 1969年4月1日      | 銀座1〜8、銀座東1〜8、銀座西1〜8（以上全）                                                                  |                        |      |
| 銀座二丁目   | ぎんざ               | 1969年4月1日      | 銀座1〜8、銀座東1〜8、銀座西1〜8（以上全）                                                                  |                        |      |
| 銀座三丁目   | ぎんざ               | 1969年4月1日      | 銀座1〜8、銀座東1〜8、銀座西1〜8（以上全）                                                                  |                        |      |
| 銀座四丁目   | ぎんざ               | 1969年4月1日      | 銀座1〜8、銀座東1〜8、銀座西1〜8（以上全）                                                                  |                        |      |
| 銀座五丁目   | ぎんざ               | 1969年4月1日      | 銀座1〜8、銀座東1〜8、銀座西1〜8（以上全）                                                                  |                        |      |
| 銀座六丁目   | ぎんざ               | 1969年4月1日      | 銀座1〜8、銀座東1〜8、銀座西1〜8（以上全）                                                                  |                        |      |
| 銀座七丁目   | ぎんざ               | 1969年4月1日      | 銀座1〜8、銀座東1〜8、銀座西1〜8（以上全）                                                                  |                        |      |
| 銀座八丁目   | ぎんざ               | 1969年4月1日      | 銀座1〜8、銀座東1〜8、銀座西1〜8（以上全）                                                                  |                        |      |
| 新川一丁目   | しんかわ             | 1971年10月1日     | 新川1・2、霊岸島1・2、越前堀1〜3（以上全）                                                                  |                        |      |
| 新川二丁目   | しんかわ             | 1971年10月1日     | 新川1・2、霊岸島1・2、越前堀1〜3（以上全）                                                                  |                        |      |
| 新富一丁目   | しんとみ             | 1971年1月1日      | 新富町1〜3（全）、入船町1〜3                                                                                |                        |      |
| 新富二丁目   | しんとみ             | 1971年1月1日      | 新富町1〜3（全）、入船町1〜3                                                                                |                        |      |
| 築地一丁目   | つきじ               | 1966年7月1日      | 築地1〜5（全）、小田原町1〜3（全）                                                                          |                        |      |
| 築地二丁目   | つきじ               | 1966年7月1日      | 築地1〜5（全）、小田原町1〜3（全）                                                                          |                        |      |
| 築地三丁目   | つきじ               | 1966年7月1日      | 築地1〜5（全）、小田原町1〜3（全）                                                                          |                        |      |
| 築地四丁目   | つきじ               | 1966年7月1日      | 築地1〜5（全）、小田原町1〜3（全）                                                                          |                        |      |
| 築地五丁目   | つきじ               | 1966年7月1日      | 築地1〜5（全）、小田原町1〜3（全）                                                                          |                        |      |
| 築地六丁目   | つきじ               | 1966年7月1日      | 築地1〜5（全）、小田原町1〜3（全）                                                                          |                        |      |
| 築地七丁目   | つきじ               | 1966年7月1日      | 築地1〜5（全）、小田原町1〜3（全）                                                                          |                        |      |
| 八丁堀一丁目 | はっちょうぼり       | 1970.1.1          | 西八丁堀1〜4（全）、八丁堀1〜4（全）                                                                        |                        |      |
| 浜離宮庭園   | はまりきゅうていえん | 1966.7.1          | 築地6（全）                                                                                                 |                        |      |
| 東日本橋     | ひがしにほんばし     | 1971.4.1          | 日本橋村松町、日本橋若松町、日本橋矢ノ倉町、日本橋薬研堀町、日本橋米沢町3、日本橋両国（以上全）、日本橋橘町 |                        |      |
| 湊           | みなと               | 1971.1.1          | 湊町1〜3（全）                                                                                              |                        |      |
| 八重洲一丁目 | やえす               | 1973.1.1 1978.1.1 | 八重洲1〜6（全）                                                                                            |                        |      |
| 八重洲二丁目 | やえす               | 1973.1.1 1978.1.1 | 八重洲1〜6（全）                                                                                            |                        |      |

| 町名               | 町名の読み                 | 町区域新設年月日 | 住居表示実施年月日                                                                          | 住居表示実施前の町名等 | 備考 |
| ------------------ | -------------------------- | ---------------- | ------------------------------------------------------------------------------------------- | ---------------------- | ---- |
| 日本橋一丁目       | にほんばし                 | 1973.1.1         | 日本橋通1〜3（全）、日本橋江戸橋1〜3（全）                                                  |                        |      |
| 日本橋二丁目       | にほんばし                 | 1973.1.1         | 日本橋通1〜3（全）、日本橋江戸橋1〜3（全）                                                  |                        |      |
| 日本橋三丁目       | にほんばし                 | 1973.1.1         | 日本橋通1〜3（全）、日本橋江戸橋1〜3（全）                                                  |                        |      |
| 日本橋大伝馬町     | にほんばしおおでんまちょう | 1980.1.1         | 日本橋大伝馬町1〜3（全）                                                                    |                        |      |
| 日本橋蛎殻町一丁目 | にほんばしかきがらちょう   | 1976.1.1         | 日本橋蛎殻町3（全）、日本橋蛎殻町1・2・4                                                    |                        |      |
| 日本橋蛎殻町二丁目 | にほんばしかきがらちょう   | 1976.1.1         | 日本橋蛎殻町3（全）、日本橋蛎殻町1・2・4                                                    |                        |      |
| 日本橋兜町         | にほんばしかぶとちょう     | 1982.1.1         | 日本橋兜町1〜3（全）                                                                        |                        |      |
| 日本橋茅場町一丁目 | にほんばしかやばちょう     | 1982.1.1         | 日本橋茅場町1〜3（全）                                                                      |                        |      |
| 日本橋茅場町二丁目 | にほんばしかやばちょう     | 1982.1.1         | 日本橋茅場町1〜3（全）                                                                      |                        |      |
| 日本橋茅場町三丁目 | にほんばしかやばちょう     | 1982.1.1         | 日本橋茅場町1〜3（全）                                                                      |                        |      |
| 日本橋小網町       | にほんばしこあみちょう     | 1976.1.1         | 日本橋小網町1・3（全）、日本橋小網町2                                                       |                        |      |
| 日本橋小伝馬町     | にほんばしこでんまちょう   | 1980.1.1         | 日本橋小伝馬町1〜3（全）                                                                    |                        |      |
| 日本橋小舟町       | にほんばしこぶなちょう     | 1980.1.1         | 日本橋小舟町1・2                                                                            |                        |      |
| 日本橋富沢町       | にほんばしとみざわちょう   | 1980.1.1         | 日本橋富沢町（全）、日本橋浪花町                                                            |                        |      |
| 日本橋中洲         | にほんばしなかす           | 1971.4.1         | 日本橋中洲（全）                                                                            |                        |      |
| 日本橋人形町一丁目 | にほんばしにんぎょうちょう | 1976.1.1         | 日本橋人形町1〜3（全）、日本橋小網町2、日本橋蛎殻町1・2、日本橋浪花町、日本橋芳町1・2（全） |                        |      |
| 日本橋人形町二丁目 | にほんばしにんぎょうちょう | 1976.1.1         | 日本橋人形町1〜3（全）、日本橋小網町2、日本橋蛎殻町1・2、日本橋浪花町、日本橋芳町1・2（全） |                        |      |
| 日本橋人形町三丁目 | にほんばしにんぎょうちょう | 1980.1.1         | 日本橋人形町1〜3（全）、日本橋小網町2、日本橋蛎殻町1・2、日本橋浪花町、日本橋芳町1・2（全） |                        |      |
| 日本橋馬喰町一丁目 | にほんばしばくろちょう     | 1971.4.1         | 日本橋馬喰町1〜4（全）                                                                      |                        |      |
| 日本橋馬喰町二丁目 | にほんばしばくろちょう     | 1971.4.1         | 日本橋馬喰町1〜4（全）                                                                      |                        |      |
| 日本橋箱崎町       | にほんばしはこざきちょう   | 1976.1.1         | 日本橋箱崎町1〜4（全）、日本橋北新堀町（全）                                                |                        |      |
| 日本橋浜町一丁目   | にほんばしはまちょう       | 1971.4.1         | 日本橋浜町1〜3（全）、日本橋久松町                                                          |                        |      |
| 日本橋浜町二丁目   | にほんばしはまちょう       | 1971.4.1         | 日本橋浜町1〜3（全）、日本橋久松町                                                          |                        |      |
| 日本橋浜町三丁目   | にほんばしはまちょう       | 1971.4.1         | 日本橋浜町1〜3（全）、日本橋久松町                                                          |                        |      |
| 日本橋久松町       | にほんばしひさまつちょう   | 1971.4.1         | 日本橋久松町、日本橋橘町                                                                    |                        |      |
| 日本橋堀留町一丁目 | にほんばしほりどめちょう   | 1980.1.1         | 日本橋堀留町1・2（全）、日本橋小舟町1・2                                                    |                        |      |
| 日本橋堀留町二丁目 | にほんばしほりどめちょう   | 1980.1.1         | 日本橋堀留町1・2（全）、日本橋小舟町1・2                                                    |                        |      |
| 日本橋本石町一丁目 | にほんばしほんごくちょう   | 1987.1.1         | 日本橋本石町1〜4（全）                                                                      |                        |      |
| 日本橋本石町二丁目 | にほんばしほんごくちょう   | 1987.1.1         | 日本橋本石町1〜4（全）                                                                      |                        |      |
| 日本橋本石町三丁目 | にほんばしほんごくちょう   | 1987.1.1         | 日本橋本石町1〜4（全）                                                                      |                        |      |
| 日本橋本石町四丁目 | にほんばしほんごくちょう   | 1987.1.1         | 日本橋本石町1〜4（全）                                                                      |                        |      |
| 日本橋本町一丁目   | にほんばしほんちょう       | 1987.1.1         | 日本橋本町1〜4（全）                                                                        |                        |      |
| 日本橋本町二丁目   | にほんばしほんちょう       | 1987.1.1         | 日本橋本町1〜4（全）                                                                        |                        |      |
| 日本橋本町三丁目   | にほんばしほんちょう       | 1987.1.1         | 日本橋本町1〜4（全）                                                                        |                        |      |
| 日本橋本町四丁目   | にほんばしほんちょう       | 1987.1.1         | 日本橋本町1〜4（全）                                                                        |                        |      |
| 日本橋室町一丁目   | にほんばしむろまち         | 1987.1.1         | 日本橋室町1〜4（全）                                                                        |                        |      |
| 日本橋室町二丁目   | にほんばしむろまち         | 1987.1.1         | 日本橋室町1〜4（全）                                                                        |                        |      |
| 日本橋室町三丁目   | にほんばしむろまち         | 1987.1.1         | 日本橋室町1〜4（全）                                                                        |                        |      |
| 日本橋室町四丁目   | にほんばしむろまち         | 1987.1.1         | 日本橋室町1〜4（全）                                                                        |                        |      |
| 日本橋横山町       | にほんばしよこやまちょう   | 1971.4.1         | 日本橋横山町（全）                                                                          |                        |      |

| 町名         | 町名の読み   | 町区域新設年月日 | 住居表示実施年月日                                                                                    | 住居表示実施前の町名等 | 備考 |
| ------------ | ------------ | ---------------- | --- | ---------------------- | ---- |
| 勝どき一丁目 | かちどき     | 1965年4月1日     | 月島西河岸通7〜12、月島西仲通7〜12、月島通7〜12、月島東仲通7〜12、月島東河岸通7〜12、月島12（以上全） |                        |      |
| 勝どき二丁目 | かちどき     | 1965年4月1日     | 月島西河岸通7〜12、月島西仲通7〜12、月島通7〜12、月島東仲通7〜12、月島東河岸通7〜12、月島12（以上全） |                        |      |
| 勝どき三丁目 | かちどき     | 1965年4月1日     | 月島西河岸通7〜12、月島西仲通7〜12、月島通7〜12、月島東仲通7〜12、月島東河岸通7〜12、月島12（以上全） |                        |      |
| 勝どき四丁目 | かちどき     | 1965年4月1日     | 月島西河岸通7〜12、月島西仲通7〜12、月島通7〜12、月島東仲通7〜12、月島東河岸通7〜12、月島12（以上全） |                        |      |
| 勝どき五丁目 | かちどき     | 1965年4月1日     | 月島西河岸通7〜12、月島西仲通7〜12、月島通7〜12、月島東仲通7〜12、月島東河岸通7〜12、月島12（以上全） |                        |      |
| 勝どき六丁目 | かちどき     | 1965年4月1日     | 月島西河岸通7〜12、月島西仲通7〜12、月島通7〜12、月島東仲通7〜12、月島東河岸通7〜12、月島12（以上全） |                        |      |
| 月島一丁目   | つきしま     | 1965年4月1日     | 月島西河岸通1〜6、月島西仲通1〜6、月島通1〜6、月島東仲通1〜6、月島東河岸通1〜6                        |                        |      |
| 月島二丁目   | つきしま     | 1965年4月1日     | 月島西河岸通1〜6、月島西仲通1〜6、月島通1〜6、月島東仲通1〜6、月島東河岸通1〜6                        |                        |      |
| 月島三丁目   | つきしま     | 1965年4月1日     | 月島西河岸通1〜6、月島西仲通1〜6、月島通1〜6、月島東仲通1〜6、月島東河岸通1〜6                        |                        |      |
| 月島四丁目   | つきしま     | 1965年4月1日     | 月島西河岸通1〜6、月島西仲通1〜6、月島通1〜6、月島東仲通1〜6、月島東河岸通1〜6                        |                        |      |
| 佃一丁目     | つくだ       | 1967.3.1         | 佃島、新佃島西町1〜3、新佃島東町1・2（以上全）                                                        |                        |      |
| 佃二丁目     | つくだ       | 1967.3.1         | 佃島、新佃島西町1〜3、新佃島東町1・2（以上全）                                                        |                        |      |
| 佃三丁目     | つくだ       | 1967.3.1         | 佃島、新佃島西町1〜3、新佃島東町1・2（以上全）                                                        |                        |      |
| 豊海町       | とよみちょう | 1965.4.1         | 埋立地                                                                                                |                        |      |
| 晴海一丁目   | はるみ       | 1965.4.1         | 晴海町1〜6（全）                                                                                      |                        |      |
| 晴海二丁目   | はるみ       | 1965.4.1         | 晴海町1〜6（全）                                                                                      |                        |      |
| 晴海三丁目   | はるみ       | 1965.4.1         | 晴海町1〜6（全）                                                                                      |                        |      |
| 晴海四丁目   | はるみ       | 1965.4.1         | 晴海町1〜6（全）                                                                                      |                        |      |
| 晴海五丁目   | はるみ       | 1965.4.1         | 晴海町1〜6（全）                                                                                      |                        |      |